# 張正偉
張正偉（1986年8月5日—），傳統名瑪璐．一本（Malo Ipong），綽號「花花」，台灣退役棒球選手，曾效力於中華職棒兄弟象、中信兄弟及富邦悍將及台中市成棒隊，守備位置為外野手。
為張泰山的姪子，其兄張正義，前隊友張志豪的堂哥，是台東陽家的成員之一。
現於三峽經營零食專賣店「花花食品」

## 經歷
- 台東縣東河鄉泰源國小少棒隊
- 台東縣台東體中青少棒隊
- 台東縣台東體中青棒隊
- 開南大學棒球隊
- 中華職棒代訓藍隊借將（2008年）
- 中華職棒興農牛代訓球員
- 台灣電力棒球隊
- 中華職棒兄弟象/中信兄弟（2010年1月4日－2017年12月31日）
- 中華職棒富邦悍將（2018年1月15日－2021年12月21日）
- 業餘成棒臺中市成棒隊（2022年－2023年5月27日）[1]

## 特殊事蹟
2010年3月20日初登板於中華職棒21年開幕戰對戰統一7-ELEVEn獅隊，擔任先發第九棒右外野手，並從潘威倫手中擊出首支安打。
2010年6月5日於天母棒球場對戰統一7-ELEVEn獅，三局下從潘威倫手中擊出二壘安打為兄弟象隊史第3000支二壘安打。
2010年9月3日於新竹棒球場對戰興農牛隊，一局上半面對投手陽建福，敲出生涯第一百支安打（三壘安打），成為史上第11位新人球季敲出百安的選手。（2010年球季第一位達成的選手為La New熊隊林泓育）
2010年10月16日台灣大賽第一戰於台中洲際棒球場對戰興農牛隊，一局上半面對正田樹敲出生涯台灣大賽首打席安打（一壘安打）。
2010年10月19日台灣大賽第三戰於桃園國際棒球場對戰興農牛隊，一局下半面對林英傑擊出安打，連續三場擔任第一棒並在首打席擊出安打追平中華職棒台灣大賽紀錄。（1998年胡長豪、2008年陳致遠）
2010年中華職棒台灣大賽優秀球員獎。
2010年中華職棒二十一年外野手金手套獎、最佳十人外野手獎。
2011年7月6日於台南市立棒球場對戰統一7-ELEVEn獅隊，一局上面對蔡璟豪擊出個人職棒生涯第200支安打。
2011年中華職棒二十二年8月打擊MVP。
2012年7月18日於屏東縣立棒球場對戰統一7-ELEVEn獅隊，六局面對強納森（Jon Leicester）擊出個人職棒生涯第400支安打。
2012年7月19日於台南市立棒球場對戰統一7-ELEVEn獅隊，一局上首打席第3球就遭球吻，連續上壘場次54場，追平1998年興農牛洋砲怪力男紀錄。
2012年7月24日於桃園國際棒球場對戰Lamigo桃猿隊，五局上面對鄭承浩，連續上壘場次55場，打破1998年興農牛洋砲怪力男高掛14年的紀錄，此後連續上壘場次止於58場並成為新記錄。
2012年9月9日於屏東棒球場對戰興農牛，雙重賽晚場五局下面對李金龍擊出三壘安打，為該季第14支三壘安打，超越1996年統一獅羅偉（Hector Roa）的單季13支三壘打，打破聯盟單季最多三壘打紀錄。也是生涯第32支三壘安打，超越林明憲，成為隊史三壘打最多的球員。
2014年7月30日於桃園國際棒球場對戰Lamigo桃猿隊，一局上面對許銘傑，敲出職棒生涯首轟，同時也是首局首打席全壘打。職業生涯第5年，第522場比賽、第2313個打席、第2069個打數，3項數據皆是聯盟最晚紀錄(原紀錄：林岳亮-生涯第423出賽、第1642打席、1450打數)。
2016年8月19日於新竹棒球場對戰統一7-ELEVEn獅隊，一局上面對達斯汀（Dustin Crenshaw）擊出個人職棒生涯第1000支安打。
2017年11月6日，中信兄弟球團宣布年底合約到期後將不再與陳鴻文、林克謙、林煜清、羅國華、蔣智賢、張正偉、鄭達鴻進行續約。
2018年1月15日，富邦悍將開訓，領隊蔡承儒確定與陳鴻文、林煜清、蔣智賢、張正偉簽下一年合約，四人重返中職戰場。

## 職棒生涯成績

### 中華職棒
- (粗黑體字為該年度最佳或最高成績)
- (粗紅體字為聯盟史上最佳或最高成績)

| 年度 | 球隊     | 出賽 | 打數 | 安打 | 全壘打 | 打點 | 盜壘 | 得分 | 四死 | 被三振 | 壘打數 | 雙殺打 | 打擊率 | 上壘率 | 長打率 | 整體攻擊指數 |
| ---- | -------- | ---- | ---- | ---- | ------ | ---- | ---- | ---- | ---- | ------ | ------ | ------ | ------ | ------ | ------ | ------------ |
| 2010 | 兄弟象   | 114  | 408  | 121  | 0      | 22   | 15   | 64   | 43   | 45     | 154    | 6      | 0.297  | 0.360  | 0.377  | 0.737        |
| 2011 | 兄弟象   | 120  | 484  | 170  | 0      | 44   | 33   | 96   | 63   | 64     | 212    | 3      | 0.351  | 0.424  | 0.438  | 0.862        |
| 2012 | 兄弟象   | 118  | 489  | 172  | 0      | 50   | 22   | 91   | 53   | 54     | 228    | 13     | 0.352  | 0.411  | 0.466  | 0.877        |
| 2013 | 兄弟象   | 98   | 402  | 124  | 0      | 32   | 16   | 50   | 27   | 40     | 145    | 8      | 0.308  | 0.351  | 0.361  | 0.712        |
| 2014 | 中信兄弟 | 118  | 481  | 154  | 3      | 34   | 19   | 68   | 45   | 40     | 194    | 7      | 0.320  | 0.375  | 0.403  | 0.778        |
| 2015 | 中信兄弟 | 108  | 418  | 140  | 2      | 41   | 3    | 85   | 54   | 40     | 177    | 6      | 0.335  | 0.408  | 0.423  | 0.831        |
| 2016 | 中信兄弟 | 109  | 436  | 149  | 4      | 48   | 5    | 108  | 52   | 41     | 185    | 7      | 0.342  | 0.402  | 0.424  | 0.832        |
| 2017 | 中信兄弟 | 89   | 325  | 103  | 1      | 35   | 9    | 58   | 48   | 40     | 137    | 9      | 0.317  | 0.403  | 0.422  | 0.825        |
| 2018 | 富邦悍將 | 99   | 350  | 103  | 2      | 31   | 12   | 54   | 46   | 54     | 130    | 5      | 0.294  | 0.374  | 0.371  | 0.745        |
| 2019 | 富邦悍將 | 89   | 324  | 102  | 1      | 36   | 7    | 53   | 38   | 49     | 127    | 3      | 0.315  | 0.378  | 0.392  | 0.777        |
| 2020 | 富邦悍將 | 65   | 195  | 58   | 2      | 20   | 5    | 39   | 29   | 42     | 74     | 6      | 0.297  | 0.387  | 0.379  | 0.766        |
| 2021 | 富邦悍將 | 2    | 4    | 0    | 0      | 0    | 0    | 1    | 1    | 2      | 0      | 0      | 0.000  | 0.200  | 0.000  | 0.200        |
| 合計 | 12年     | 1129 | 4316 | 1396 | 15     | 393  | 146  | 767  | 499  | 511    | 1763   | 73     | 0.323  | 0.391  | 0.408  | 0.799        |

## 外部連結
- 張正偉在台灣棒球維基館上的頁面（繁體中文）
- 張正偉在美國職棒官網（英语）
- 張正偉在中華職棒官網
- 張正偉在Baseball-Reference.com（小聯盟以及海外聯盟）（英语）
- 張正偉在The Baseball Cube（英语）
- 張正偉的Facebook專頁
- 張正偉的Instagram帳戶

| 獎項                                                 | 獎項                                          | 獎項                                                 |
| ---------------------------------------------------- | --------------------------------------------- | ---------------------------------------------------- |
| 前任： 彭政閔                                        | 中華職棒打擊王 2011年                         | 繼任： 潘武雄                                        |
| 前任： 張泰山                                        | 中華職棒安打王 2011年-2012年                  | 繼任： 林益全                                        |
| 前任： 鄭達鴻                                        | 中華職棒盜壘王 2011年                         | 繼任： 張志豪                                        |
| 前任： 潘武雄                                        | 中華職棒總冠軍賽優秀球員獎(勝方) 2010年       | 繼任： 張泰山                                        |
| 前任： 林煜清                                        | 中華職棒總冠軍賽優秀球員獎(敗方) 2015年       | 繼任： 彭政閔                                        |
| 前任： 詹智堯、張建銘、劉芙豪 張建銘、張志豪、詹智堯 | 中華職棒金手套獎(外野手) 2010年 2014年        | 繼任： 鍾承佑、蘇建榮、劉芙豪 余德龍、羅國龍、詹智堯 |
| 前任： 張建銘、潘武雄、周思齊 王柏融、林哲瑄、高國輝 | 中華職棒最佳十人獎(外野手) 2010-2015年 2017年 | 繼任： 王柏融、林哲瑄、高國輝 王柏融、陳子豪、藍寅倫 |